# Julie Nistad Samsonsen
Julie Nistad Samsonsen (Bergen, 5 de abril de 2000) es una deportista noruega que compite en patinaje de velocidad sobre hielo.
Ganó dos medallas de bronce en el Campeonato Europeo de Patinaje de Velocidad sobre Hielo en Distancia Individual, en los años 2022 y 2024, ambas en la prueba de velocidad por equipos.

## Palmarés internacional
| Campeonato Europeo en Distancia Individual | Campeonato Europeo en Distancia Individual | Campeonato Europeo en Distancia Individual | Campeonato Europeo en Distancia Individual |
| Año                                        | Lugar                                      | Medalla                                    | Prueba                                     |
| ------------------------------------------ | ------------------------------------------ | ------------------------------------------ | ------------------------------------------ |
| 2022                                       | Heerenveen (Países Bajos)                  | Medalla de bronce                          | Velocidad por equipos                      |
| 2024                                       | Heerenveen (Países Bajos)                  | Medalla de bronce                          | Velocidad por equipos                      |